# 泰坦航空租賃
泰坦航空租賃（英語：Titan Aviation Leasing）是一家美國的飛機租賃公司，該公司成立於2009年，主要業務為貨機乾租、機隊管理、金融服務等。

## 概述
泰坦航空租賃是一家以貨機為中心的租賃公司，其業務專注於商用貨機及相關設備的收購、銷售、乾租、售後回租、行銷和金融服務。該公司與亞特拉斯航空、博立貨運航空皆同屬於亞特拉斯控股旗下子公司，目前擁有波音737、波音767、波音777等共32架貨機。
泰坦航空租賃的商標，為綠色垂直尾翼為底，繪有希臘神話中的巨人泰坦雙肩支撐蒼天的圖樣。

## 機隊

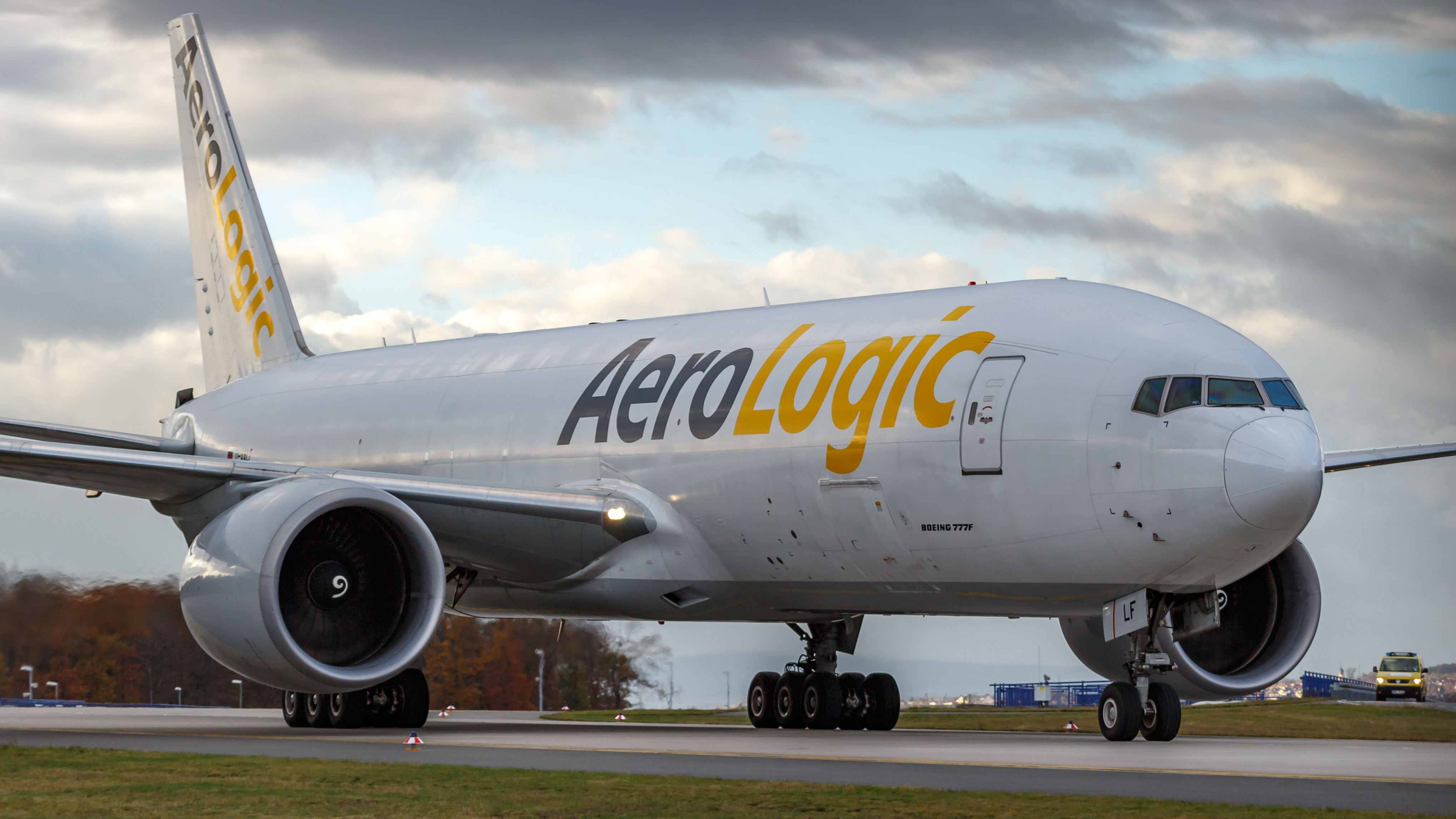
D-AALF產權屬於泰坦航空租賃，租賃給邏輯航空

泰坦航空租賃目前擁有32架波音貨機：